# 柳州城墙

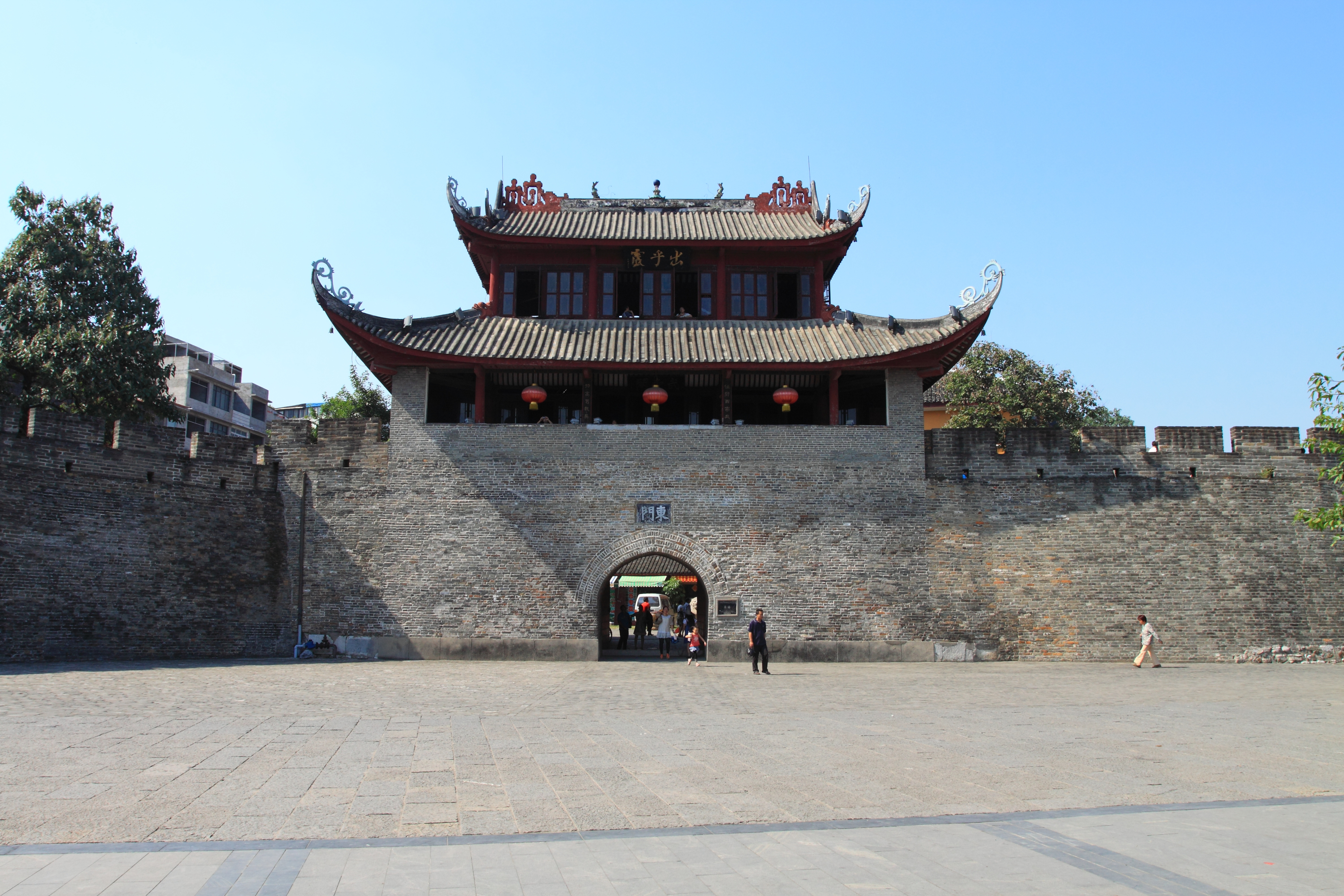
柳州东门

柳州城墙，位于中国广西壮族自治区柳州市。现存东门及镇南门及附近墙段。

## 历史
明代之前，柳州城墙为夯土结构。明洪武十二年（1379年），始以砖石筑城。明嘉靖二十四年（1545年），筑外城，二十六年（1547年）竣工。
1927年，柳州拆除东城墙一段。1928年10月26日，西门城楼、小南门城楼因火灾被烧毁。1930年，拆除北门及北门段城墙。1935年，拆拆南面部分墙段。